# Comuna Bucov, Prahova
Bucov este o comună în județul Prahova, Muntenia, România, formată din satele Bighilin, Bucov (reședința), Chițorani, Pleașa și Valea Orlei.

## Cadru geografic
Comuna Bucov este situată în zona centrală a județului, la nord-est de municipiul Ploiești, pe malul stâng al râului Teleajen. Este străbătută de șoseaua națională DN1B, care leagă Ploieștiul de Buzău. La Bucov, din acest drum se ramifică șoseaua județeană DJ102E, care duce duce către Plopu și Iordăcheanu. Tot la Bucov, din DJ102E se ramifică șoseaua județeană DJ250 care duce la orașul Boldești-Scăeni. Un al doilea drum care duce către Boldești-Scăeni a avut în trecut statut de drum județean, fiind declasat și transformat în drum comunal, și trece prin parcul Constantin Stere.
Din punct de vedere hidrologic, Bucovul este străbătut de trei ape curgătoare: Teleajenul, Iazul Morilor și Bucovelul. Clima este de tip temperat continental, cu ierni de durată, reci, cu veri secetoase. Media anuală a precipitațiilor este de 640 mm/m². Precipitațiile sunt frecvente, în general, primăvara și la începutul verii.
Temperatura medie anuală, pe raza comunei, este de + 10 °C, iar media temperaturii iarna, este de -2 °C.

## Demografie
Componența etnică a comunei Bucov
     Români (86,27%)
     Romi (5,85%)
     Alte etnii (0,14%)
     Necunoscută (7,74%)
Componența confesională a comunei Bucov
     Ortodocși (88,48%)
     Adventiști (1,3%)
     Alte religii (1,92%)
     Necunoscută (8,31%)
Conform recensământului efectuat în 2021, populația comunei Bucov se ridică la 10.787 de locuitori, în creștere față de recensământul anterior din 2011, când fuseseră înregistrați 10.388 de locuitori. Majoritatea locuitorilor sunt români (86,27%), cu o minoritate de romi (5,85%), iar pentru 7,74% nu se cunoaște apartenența etnică. Din punct de vedere confesional, majoritatea locuitorilor sunt ortodocși (88,48%), cu o minoritate de adventiști (1,3%), iar pentru 8,31% nu se cunoaște apartenența confesională.
Conform Biroului Județean de Administrare a Bazelor de Date privind Evidența Persoanelor Prahova, in data de 4.01.2018, numărul de locuitori care au domiciliul stabil pe raza comunei Bucov este de 11.349 de locuitori. 

## Politică și administrație
Comuna Bucov este administrată de un primar și un consiliu local compus din 17 consilieri. Primarul, Ion Savu[*], de la Partidul Național Liberal, este în funcție din 2004. Începând cu alegerile locale din 2024, consiliul local are următoarea componență pe partide politice:
|  | Partid                                    | Consilieri | Componența Consiliului | Componența Consiliului | Componența Consiliului | Componența Consiliului | Componența Consiliului | Componența Consiliului | Componența Consiliului | Componența Consiliului | Componența Consiliului | Componența Consiliului |
|  | ----------------------------------------- | ---------- | ---------------------- | ---------------------- | ---------------------- | ---------------------- | ---------------------- | ---------------------- | ---------------------- | ---------------------- | ---------------------- | ---------------------- |
|  | Partidul Național Liberal                 | 10         |                        |                        |                        |                        |                        |                        |                        |                        |                        |                        |
|  | Alianța Dreapta Unită Usr - Forța Dreptei | 3          |                        |                        |                        |                        |                        |                        |                        |                        |                        |                        |
|  | Alianța pentru Unirea Românilor           | 2          |                        |                        |                        |                        |                        |                        |                        |                        |                        |                        |
|  | Partidul Social Democrat                  | 2          |                        |                        |                        |                        |                        |                        |                        |                        |                        |                        |

## Istorie
Așezarea tracică (bronz), dacică (Latene) și străromânească (sec V–VII d.Hr.) de la fosta Fermă 11 Chițorani constituie un sit important pentru atestarea continuității viețuirii pe Valea Orlei. De asemenea, descoperirile arheologice din punctele Rotari, Ghespari și Tioca, aflate între lunca Teleajenului și pârâul Bucovel au stabilit că cele trei așezări își încep existența în sec al VIII-lea și durează până spre sfârșitul veacului al X-lea, conținând "numeroase elemente de o pregnantă tradiție autohtonă daco-romană, care, în ciuda contactelor cu alte populații, s-au păstrat de-a lungul veacurilor, constituind baza culturii materiale vechi romanești" (M. Comșa, Cultura materială).
Evoluția așezărilor dovedește că, spre sfarșitul perioadei lor de existență, ele se reuniseră în jurul unui punct fortificat, alcătuind o formațiune politică, punct amplasat în mod prezumtiv "undeva pe teritoriul satului Bucov, poate pe terasa înalta dintre Gârla Morii și Bucovel, din epoca feudalismului dezvoltat". Similititudinile "dintre modul de trai al dacilor și cel al locuitorilor din așezările de la Bucov", elementele de tradiție daco-romană din cultura materială și spirituală a băștinașilor, conjugate cu apropierea drumului roman ce lega Transilvania de Dunare, urmând în mare măsura cursul Teleajenului, al "drumului sării", conduc la concluzia că "populația de la Bucov este nu numai moștenitoarea unor bunuri aparținând culturii materiale, ci și păstrătoarea unor bunuri spirituale de tradiție dacică și romană provincială, care reprezintă un element de continuitate în plus și deosebit de important.
Prima mențiune documentară a așezării (dacă luam în seamă localizarea aici a târgului săcuienilor facuta de C.C. Giurescu in 1943), aflată până în prezent, ar data de pe la 1431, când Dan al II-lea scrie tuturor târgurilor și vămilor țării că a reînnoit privilegiul comercial dat de Mircea cel Bătrân brașovenilor (DRH,I,p. 130).
Deși așezările de la Bucov din secolele VII-X dispar în urma unor incendii violente, viața va continua aici. Probabil, locuitorii care au scăpat de pârjol s-au reîntors refăcând satul și reluându-și vechile ocupații. Până în secolul XV sunt foarte puține izvoare despre Bucov.
Prima atestare sigură a Bucovului medieval datează spre sfarșitul secolului al XV-lea. În 1473, pe 16 septembrie, un boier este pomenit ca având legătură cu Bucovul. Acesta este primul document ce atestă, sigur, Bucovul medieval în anul 1473. La 2 septembrie 1493, la Târgoviște este emis un alt document privind Bucovul.
În anul 1600, Mihai Viteazul fost învins la Bucov de o oaste de poloni și moldoveni.
În 1831, exista un cătun în plasa Podgoria, jujdețul Saac, cu 75 de gospodării denumit Gura Bucovelului, care între 1904-1908 a fost asimilat de satul Bucov.
Bucovul a fost reședința județului Săcuieni (desființat în 1847), dar a decăzut treptat din cauza apariției și dezvoltării orașului Ploiești. Astfel, la sfârșitul secolului al XIX-lea, Bucov era deja doar o comună rurală, formată din cătunele Bucov, Chițorani și Valea Orlei, cu un total de 1126 de locuitori, arondată plășii Cricovul din județul Prahova. În comună era o școală deschisă în ultimul sfert al veacului al XIX-lea și în care învățau în 1892 79 de copii (din care 27 de fete), și trei biserici, câte una în fiecare sat. Cea din Bucov fusese zidită de aga Mateiu Mărgineanu Filipescu la 1679, s-a dărâmat la cutremurul din 14 octombrie 1802 și a fost rezidită în 1804 de vistierul Constantin Filipescu. Biserica din Chițorani a fost construită la 1797 de paharnicul Constantin Cantacuzino, iar cea din Valea Orlei, la 1693, de cocoana Tinca Mărăcineanca.
În 1925, avea aceeași compunere și se afla în aceeași plasă, cu o populație de 2189 de locuitori.
În 1931, satele Chițorani, Valea Orlei și Bighilin au format temporar o comună separată, cu numele de Chițorani, comuna Bucov rămânând doar cu satul de reședință.
În 1938, făcea parte din plasa Ploiești din județul Prahova, iar în 1950 a fost arondată orașului regional Ploiești, reședința regiunii Prahova, și apoi a regiunii Ploiești. În 1968, a înglobat și comuna Pleașa și a fost declarată comună suburbană a municipiului Ploiești din județul Prahova.
Acest statut l-a avut până în 1989, când, ca și toate comunele suburbane ale țării, a fost resubordonată direct județului din care face parte.

## Monumente istorice
În comuna Bucov se află biserica de lemn „Sfântul Nicolae” (secolul al XVII-lea) din Valea Orlei și ansamblul bisericii „Sfântul Stelian” (1797) din satul Chițorani, ansamblu format din biserica propriu-zisă și turnul-clopotniță (refăcut în secolul al XIX-lea). Ambele sunt monumente istorice de arhitectură de interes național.
În rest, alte cinci obiective din comună sunt incluse în lista monumentelor istorice din județul Prahova ca monumente de interes local. Două sunt situri arheologice — așezarea din punctele „la Tioca” și „Rotari” din satul Bucov, așezare care datează din secolele al IX-lea–al X-lea; și situl de la ferma 11 din Chițorani, ce cuprinde așezări din Epoca Bronzului, perioada Latène și secolele al V-lea–al VIII-lea e.n. Un altul este clasificat ca monument de arhitectură: casa Constantin Stere (1900), astăzi sediu de fundație culturală, aflată în parcul Constantin Stere de lângă Bucov. Celelalte două sunt monumente memoriale sau funerare, o cruce de pomenire (de drum) datând din 1709, aflată pe valea Orlei în satul Chițorani, în fața casei Grațiela Țintea; și o cruce de mormânt din 1843 aflată în curtea vechiului cimitir al bisericii „Sfântul Stelian” din același sat.

## Stemă

### Descriere
Stema comunei Bucov, potrivit anexei nr. 1 din Hotărârea de Guvern numărul 1695/2004, publicată în Monitorul Oficial al României numărul 992 din 28 octombrie 2004, se compune dintr-un scut triunghiular, cu marginile rotunjite, despicat. În câmp albastru se află un zid de cetate, crenelat, cu o poartă boltită, în centrul căreia pe o terasă verde este amplasat un arac cu viță de vie, dezrădăcinată, și struguri, în culori naturale. În șef, în câmp de aur, sunt amplasați trei fagi dezrădăcinați, în culori naturale. Scutul este trimbrat de o coroană murală de argint, cu un turn crenelat.

### Semnificație
Poarta și zidul de cetate amintesc de faptul că așezarea a fost târg și reședința vechiului județ Săcuieni. Vița de vie cu struguri face trimitere la bogăția viticolă a zonei. Fagii fac referire la etimologia numelui comunei, care provine din cuvântul [slav bucov, care înseamnă fag. Coroana murală cu un turn crenelat semnifică faptul că localitatea are rangul de comună.